# Chippewa de Minnesota

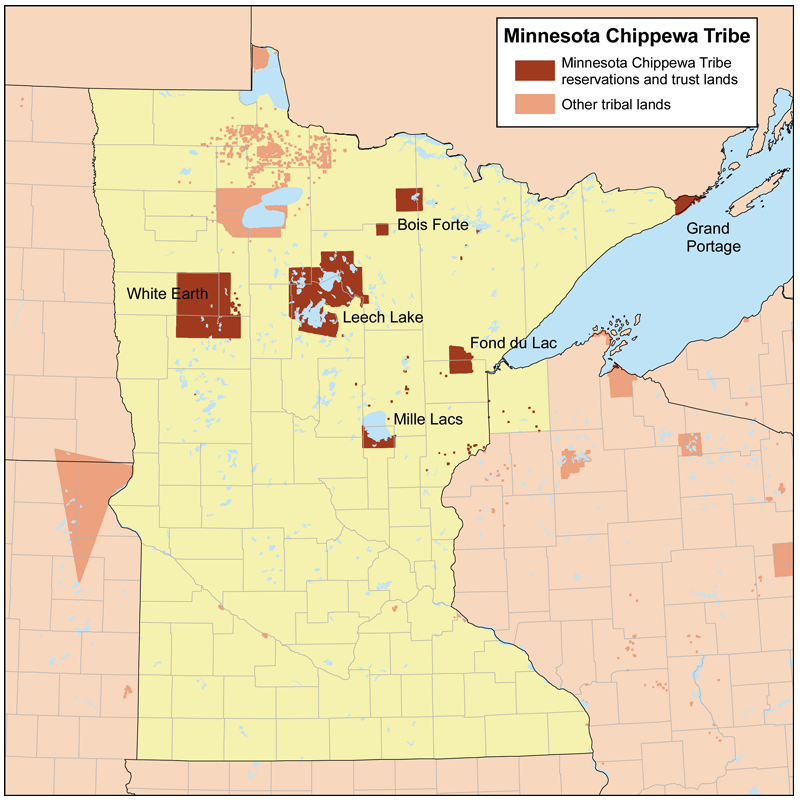
Mapa que mostra les reserves dels chippewa de Minnesota

Els Chippewa de Minnesota formen un govern de les sis tribus anishinaabemowin (ojibwa o chippewa) a l'estat de Minnesota. Fou creat el 18 de juny del 1934, i la seva organització i constitució foren reconeguts pel Secretari d'Interior el 24 de juliol del 1936. Els poderes es divideixen entre l'organització tribal estatal i la de la reserva. Agrupa els chippewa que viuen a les reserves de:
- Bois Forte
- Fond du Lac
- Grand Portage
- Leech Lake
- Mille Lacs
- White Earth

Excepcionalment, la reserva Red Lake no en forma part.